# Saint-Goin
Saint-Goin ist eine französische Gemeinde mit 224 Einwohnern (Stand 1. Januar 2022) im Département Pyrénées-Atlantiques in der Region Nouvelle-Aquitaine (vor 2016: Aquitanien). Sie gehört zum Arrondissement Oloron-Sainte-Marie und zum Kanton Oloron-Sainte-Marie-1 (bis 2015: Kanton Oloron-Sainte-Marie-Ouest).
Der Name der Gemeinde ist vom heiligen Gaudentius abgeleitet, einem Märtyrer um 475 in der Region Toulouse.
Die Einwohner werden Saint-Goinars genannt.

## Geographie
Saint-Goin liegt ca. 10 km nordwestlich von Oloron-Sainte-Marie im Tal von Josbaig in der historischen Provinz Béarn.
Umgeben wird der Ort von den Nachbargemeinden:
| Geüs-d’Oloron |                                             | Aren    |
|               | Kompassrose, die auf Nachbargemeinden zeigt |         |
| Barcus        |                                             | Géronce |

Saint-Goin liegt im Einzugsgebiet des Flusses Adour.
Ein Nebenfluss des Gave d’Oloron, der Joos, durchströmt das Gemeindegebiet mit seinem Zufluss Ruisseau Espondics ebenso wie der Ruisseau l’Ibarle, Zufluss des Lausset.

## Geschichte
Während des gesamten Mittelalters war Saint-Goin mit seinen Nachbarorten im Streit über das Eigentum des Bodens und des Waldes von Josbaig. Saint-Goin gehörte 1385 zu Geüs-d’Oloron und zur Bailliage von Oloron. Bei der Volkszählung des Béarn wurden in beiden Dörfern insgesamt 29 Haushalte gezählt. Die Grundherrschaft gehörte der Familie Aignan, ab 1544 der Familie Fréchou. In der Folgezeit wurde Saint-Goin in zwei Lehen aufgeteilt, mit je einem Sitz in der Ständeversammlung des Béarn.
Toponyme und Erwähnungen von Saint-Goin waren:
- Sent-Goenh (1402, Volkszählung des Béarn),
- Sengoenh, Sangoenh und Sanct-Guoenh (1536, 1538 bzw. 1546, réformation de Béarn, Manuskriptsammlung des 16. bis 18. Jahrhunderts),
- Sent-Jayme de Sent-Goenh (1608, Veröffentlichungen des Bistums Oloron),
- Saint Goen (1750, Karte von Cassini),
- Saint Goin (1793, Notice Communale) und
- Saint-Goin (1801, Bulletin des lois).[4][5][6]

### Einwohnerentwicklung
Nach dem Beginn der Aufzeichnungen erlangte die Gemeinde einem Höchststand der Einwohnerzahl von rund 390 in der Mitte des 19. Jahrhunderts. Es folgte eine Phase der Stagnation, bei der sich die Zahl bei kurzen Erholungsphasen bis zu den 1950er Jahren auf rund 160 reduzierte. In der Folgezeit ist eine kurze Erholung in den 1960er Jahren, eine Stagnation in den 1970er Jahren und ab den 1980er Jahren eine einsetzende Wachstumsphase zu verzeichnen.
| Jahr      | 1962 | 1968 | 1975 | 1982 | 1990 | 1999 | 2006 | 2009 | 2022 |
| --------- | ---- | ---- | ---- | ---- | ---- | ---- | ---- | ---- | ---- |
| Einwohner | 190  | 200  | 164  | 173  | 182  | 188  | 214  | 227  | 224  |

## Sehenswürdigkeiten

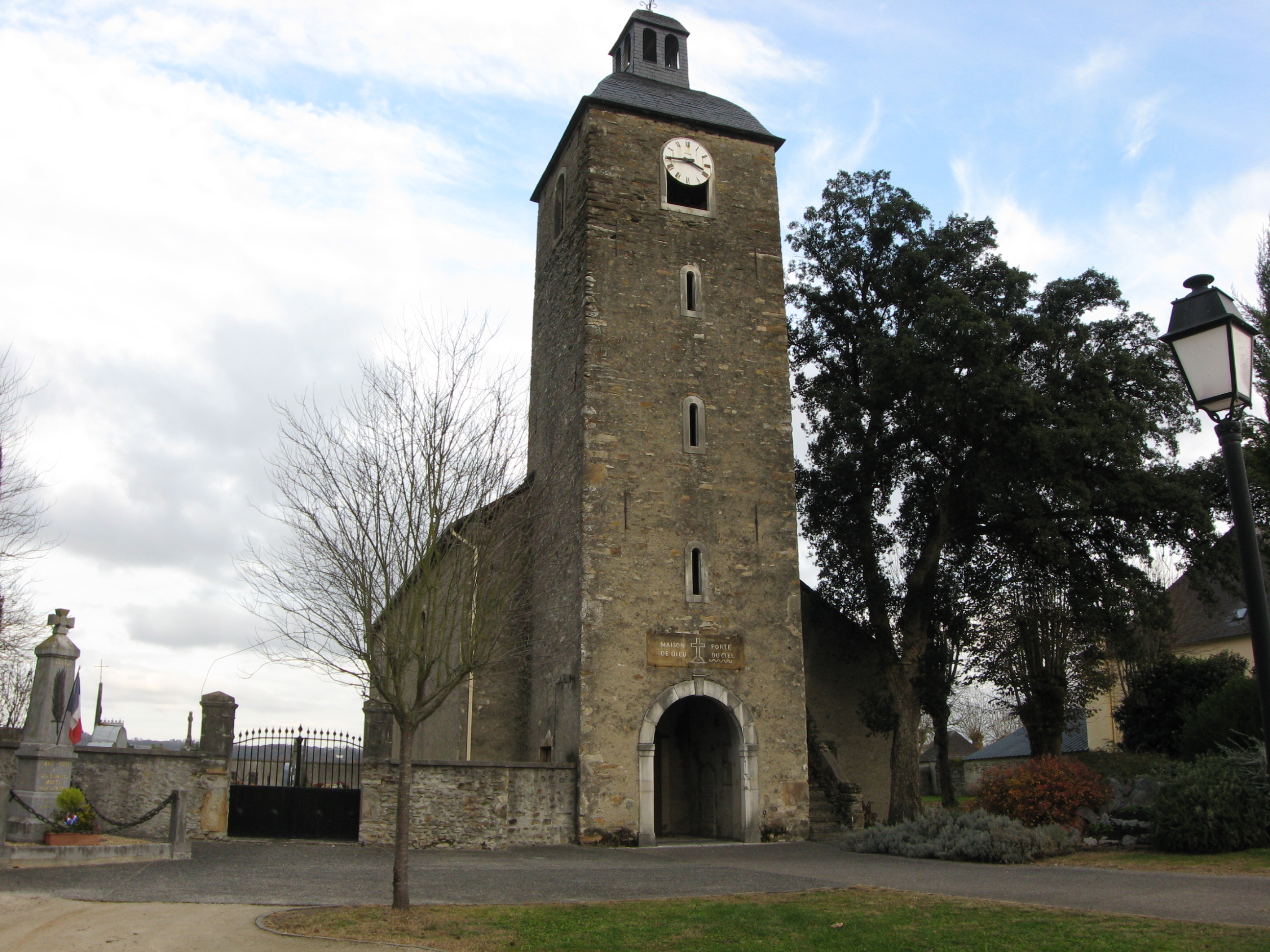
Pfarrkirche Saint-Jacques-le-Majeur

- Pfarrkirche, geweiht Jakobus dem Älteren. Die frühere romanische Kirche war zu klein geworden und drohte zu verfallen. Sie lag vor dem Schloss auf dem Anwesen des Adelshauses von Anahanh und hatte wahrscheinlich ursprünglich die Funktion einer Privatkapelle der Grundherren. Auf Initiative des Bürgermeisters Lahargouette und des Schlossherrn Lagarde erfolgte ein Neubau, der im Dezember 1844 fertiggestellt wurde, wie das Datum belegt, das auf dem Sturz des Vorbaus eingraviert wurde. Nur wenige Ausstattungsgegenstände der alten Kirche sind in das neue Gotteshaus übernommen worden. Dies trifft auf ein Gemälde des Malers René-Marie Castaing aus dem Jahre 1940 zu. Es war Teil des Altarretabels und zeigt, wie Maria, die Mutter Jesu Christi dem Apostel Jakobus dem Älteren auf einer Säule erscheint. Weitere Gegenstände aus der früheren Kirche sind zwei Statuen, eine mit einer Darstellung Marias, eine mit der heiligen Katharina von Alexandrien, ein Beichtstuhl sowie ein Gemälde, das die Szene illustriert, in der Maria und das Jesuskind den Rosenkranz an die Heiligen Dominikus und Vinzenz Ferrer überreichen. Letzteres ist seit dem 5. September 1984 als Monument historique klassifiziert.[9][10]

- Schloss Mesplès. Es war im Mittelalter im Besitz der Familie Aignan und unter dem Namen „Anhanh“ bekannt. Die Familie Aignan wurde seit dem 12. Jahrhundert im Kopialbuch von Lucq erwähnt. Sie behielten das Schloss bis zum 15. Jahrhundert. Im 16. Jahrhundert ging es an die Familie Fréchou, im 17. Jahrhundert an die Familie Barber. Es war gleichzeitig Laienkloster und Adelssitz. Der Baron César de Mesplès erstand am 2. April 1646 das Schloss. Der französische König Ludwig XIII. ernannte César de Mesplès im Jahre 1633 zum Baron als Anerkennung für die Verdienste seines Vaters, Anchot de Mesplès, in den Hugenottenkriegen. In den Jahren 1715 bis 1720 wurde das Schloss von Jean-Anchot de Mesplès anlässlich seiner Hochzeit mit Madeleine d’Arros vollständig umgestaltet. Es besteht nun aus einem rechteckigen, zweistöckigen Wohntrakt der Ausmaße 34 m × 15 m mit einem mit Schiefer gedecktem Sparrendach. Das Schloss diente als Sommerresidenz, und im Innern gibt es Zeugen des luxuriösen Lebens seiner Bewohner, eine große Empfangshalle, eine große gerade Treppe, eine lange Reihe von Empfangszimmern, Gemächer, die in Suiten aufgeteilt sind mit Empfangszimmer, Schlafzimmer, Vorzimmer und Garderoben, separate Nebenräume. Die Innenausstattung ist entsprechend, mit vier Meter hohen Decken mit Stuck, Wandtäfelungen, Marmorkaminen mit Trumeaus und mit Stuck versehenen pflanzlichen Verzierungen in jedem Raum, doppelflügeligen, gesickten Türen, innenliegenden Läden an allen Fenstern, Parkett- oder Marmorfußböden. Der im frühen 18. Jahrhundert aufkommenden Mode, eine Verbindung zu den Außenanlagen und den Gärten herzustellen, wurde entsprochen, indem die Fassaden weitgehend mit großen Fenstern ohne Sprossen geöffnet wurden, um Licht hereinzulassen und von den Nutz- und Ziergärten zu profitieren. Im April 1732 erhob der König Ludwig XV. alle seine Grundherrschaften zum Marquisat. Bis zum Ende des Ancien Régime stieg der Marquis de Mesplès unter den höchsten Würdenträgern der Region auf. Während der Französischen Revolution konnte die Familie de Mesplès mit Glück dem Schafott entgehen. Das Schloss wurde vernachlässigt, bis Jean Emmanuel Lagarde es im Jahre 1822 kaufte. Er war ein Händler aus Oloron-Sainte-Marie, der seinen Reichtum in Cádiz in Andalusien erlangte. Marquise Marie Angélique de Vertamont, geborene de Mesplès, und ohne Nachkommen verkaufte neben dem Schloss alle ihre sonstigen Besitztümer. Jean Emmanuel und später seine Tochter Marie Anne vermehrten den Glanz des Anwesens durch Innenarbeiten, Gärten, Anpflanzungen neuer Bäume, Errichten einer zweiten Orangerie, Vergrößerung von Nebengebäuden, Umgestaltung des großen Eingangsportals und des Nebeneingangs sowie Anbringen von Gitter und Pfeilern mit Kugeln. Mit ihrem Weggang wurde das Schloss am Ende des 19. Jahrhunderts schnell in ein Luxushotel mit Tennis und Golf umgewandelt. Zu der Klientel zählten reiche Briten und Amerikaner, die der Jagd auf Rehe oder dem Fischen von Lachsen nachgingen. Das große Ansehen des Hotels führte zur Erweiterung von sechs Zimmern in einem neuen Pavillon mit Mansarde und einer Loggia auf Erdgeschossebene. Aber die Weltwirtschaftskrise in den frühen Dreißigerjahren läutete das allmähliche Ende des Hotelbetriebes ein. Der Geschäftsführer musste zu Beginn des Zweiten Weltkriegs nach Großbritannien zurückgehen. In der Folge diente das Schloss als Zufluchtsort von 1939 bis 1945, von 1948 bis 1952 unter der Leitung des Unitarian Service Committee als Unterkunft für spanische Waisenkinder, Opfer der Franco-Diktatur, als Ferienlager für Jugendliche und schließlich in den 1980er Jahren als Entzugsklinik der Organisation Narconon. In der Folgezeit blieb das Schloss unbewohnt, geschlossen und herrenlos. Es wurde nicht gepflegt und litt unter Verwüstungen, Raub und Zerstörungen. Heute ist wieder Leben in das Schloss eingekehrt, die Dächer sind restauriert und Instandsetzungsarbeiten sind geplant. Es befindet sich in Privatbesitz und ist der Öffentlichkeit nicht zugänglich.[11]

## Wirtschaft und Infrastruktur

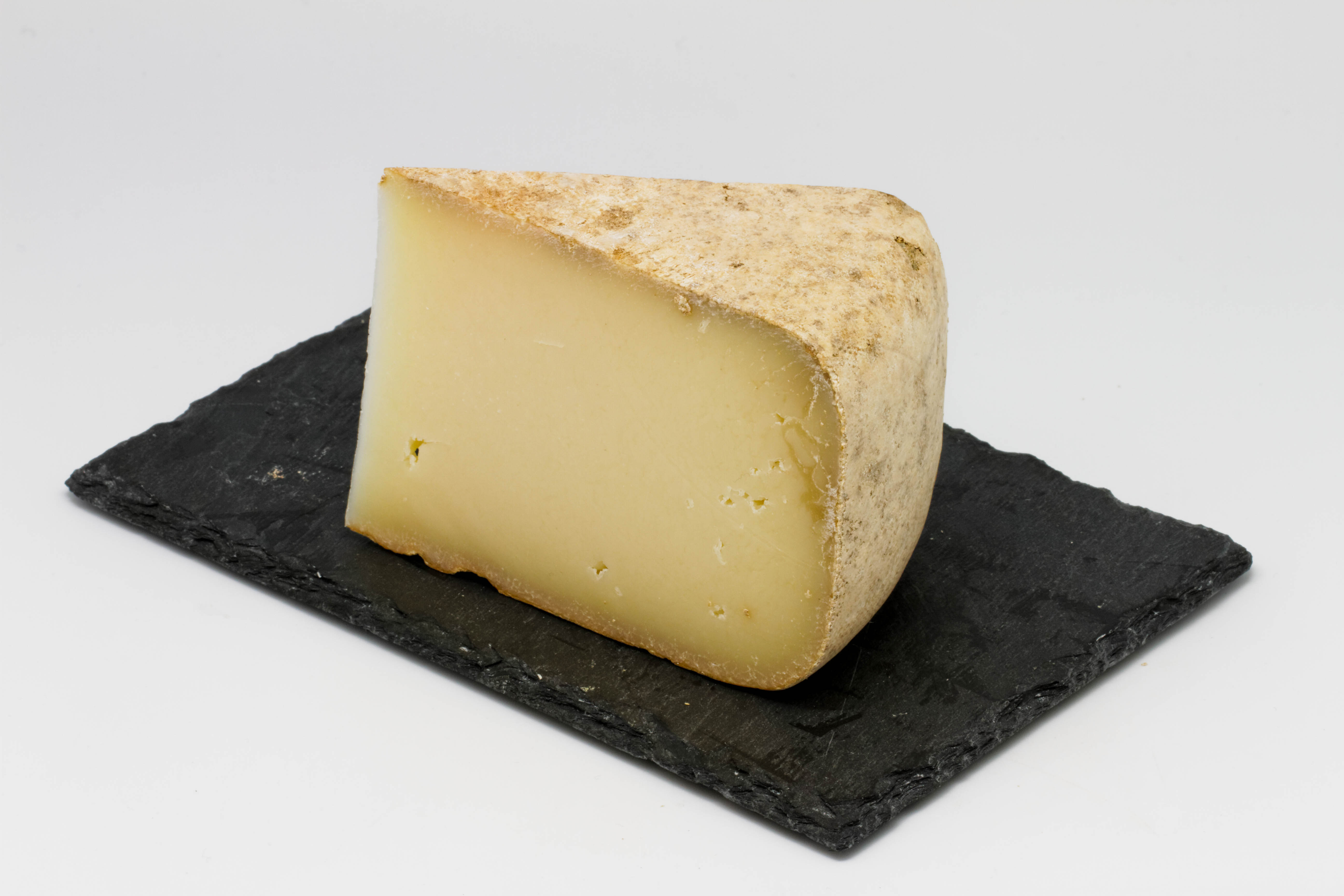
Ossau-Iraty

Handel und Dienstleistungen sind die wichtigsten Wirtschaftsfaktoren der Gemeinde. Saint-Goin liegt in den Zonen AOC des Ossau-Iraty, eines traditionell hergestellten Schnittkäses aus Schafmilch, sowie der Schweinerasse und des Schinkens „Kintoa“.

### Bildung
Die Gemeinde verfügt über eine öffentliche Vorschule mit 25 Schülerinnen und Schülern im Schuljahr 2017/2018.

### Verkehr
Saint-Goin wird durchquert von den Routes départementales 59, 836 und 936 (ehemalige Route nationale 636) und ist mit einer Linie des Busnetzes Transports 64 über Oloron-Sainte-Marie und Mauléon-Licharre mit anderen Gemeinden des Départements verbunden.